# Microcylloepus chilensis
Microcylloepus chilensis là một loài bọ cánh cứng trong họ Elmidae. Loài này được Janssens miêu tả khoa học năm 1957.